# ハールーン・イブン・クマラワイ
ハールーン・イブン・クマラワイ（アラビア語: هارون بن خمارويه、英語: Harun ibn Khumarawayh、生年不詳 - 904年12月30日）は、トゥールーン朝の第4代アミール（在位：896年 - 904年）。

## 生涯
暗殺された兄のアブー・アサーキリ・ジャイシュの跡を継ぎ即位した。政務をワズィールのアブー・ジャファール・イブン・アリーに任せ、奢侈に満ちた生活を送った。そのため国家の危機を招き、財政難に陥った。一方で、軍の指導者たちは次第に力を蓄え始めた。
904年、アッバース朝は、この情勢に乗じてトゥールーン朝支配下のシリアに侵入した。トゥールーン朝軍は戦いを放棄してアッバース朝軍のナイル河谷侵入を許した。ハールーンは軍の反乱により殺害され、叔父のシャイバーン・イブン＝アフマドが後を継いで間もなくトゥールーン朝は滅亡した。